# جی‌فورس سری ۱۶
جی‌فورس سری ۱۶ (انگلیسی: GeForce 16 series) مجموعه کارت‌های گرافیکی ارائه و توسعه داده‌شده توسط شرکت انویدیا است که بر پایه ریزمعماری تورینگ ساخته شده‌اند و در فوریه ۲۰۱۹ به بازار مصرف عرضه شدند. سری ۱۶ همزمان با مجموعه جی‌فورس سری ۲۰ به بازار عرضه گردید که هر دو از یک ریزمعماری مشابه بهره می‌گرفتند